# 393
393 (CCCXCIII) var ett normalår som började en lördag i den julianska kalendern.

## Händelser

### Januari
- 23 januari – Kejsar Theodosius I utnämner sin nioårige son Honorius till Augustus.

### Okänt datum
- Theodosius I förbjuder de olympiska spelen, vilket avslutar över tusen år av festligheter, som del i den allmänna kristna politik och förföljelsen av hedningar, som påbörjades av Konstantin den store, för att sakta men säkert göra slut på både allmän och privat religionsfrihet och etablera den kristna kyrkan i enighet med de doktriner, som har antagits genom den nicaenska trosbekännelsen.
- Gao Zu efterträder Tai Zu som kejsare av det Senare Qinriket i Kina.

## Födda
- Theodoret, kristen biskop och teolog

## Avlidna
- Eunomius av Cyzicus, ariansk biskop och teolog